# Kallitaxila terryi
Kallitaxila terryi är en insektsart som först beskrevs av Frederick Arthur Godfrey Muir 1913.  Kallitaxila terryi ingår i släktet Kallitaxila och familjen Tropiduchidae. Inga underarter finns listade i Catalogue of Life.